# Бігілін
Бігілін (рум. Bighilin) — село у повіті Прахова в Румунії. Входить до складу комуни Буков.
Село розташоване на відстані 62 км на північ від Бухареста, 9 км на північний схід від Плоєшті, 83 км на південний схід від Брашова.

## Населення
За даними перепису населення 2002 року у селі проживали 148 осіб, усі — румуни. Усі жителі села рідною мовою назвали румунську.